# In die Sonne schauen
In die Sonne schauen ist ein deutscher Spielfilm von Mascha Schilinski aus dem Jahr 2025. Das Drama beschreibt mit diversen Zeitsprüngen einen assoziativen Erinnerungsstrom aus dem Leben von vier Mädchen, die über einen Zeitraum von circa 100 Jahren bis in die Gegenwart auf einem altmärkischen Bauernhof leben beziehungsweise gelebt haben. Im Laufe der Handlung verschwimmen die Grenzen zwischen den Figuren. Die Hauptrollen übernahmen Hanna Heckt, Lea Drinda, Lena Urzendowsky und Laeni Geiseler. Das Werk wurde im Rahmen der Internationalen Filmfestspiele von Cannes im Mai 2025 uraufgeführt, wo es mit dem Preis der Jury ausgezeichnet wurde. 
Der Film folgt keiner klassischen narrativen Struktur, sondern präsentiert sich als formales, filmisches Mosaik. Internationale und deutsche Kritiken heben besonders hervor, dass Inszenierung, Kamera (Fabian Gamper), Sound (Billie Mind), Drehbuch (Mascha Schilinski, Louise Peter) und Montage (Evelyn Rack) eng miteinander verwoben sind – das Ergebnis wirkt so kohärent und eigensinnig, dass es sich jeder bekannten filmischen Vergleichbarkeit entzieht. Ein regulärer Kinostart in Deutschland ist ab September desselben Jahres geplant.

## Handlung
In die Sonne schauen erzählt von vier Frauen aus unterschiedlichen Epochen, deren Leben auf unheimliche Weise miteinander verwoben sind. Jede von ihnen erlebt ihre Kindheit oder Jugend auf demselben Vierseithof in der Altmark, doch während sie ihre eigene Gegenwart durchstreifen, offenbaren sich ihnen Spuren der Vergangenheit.
Alma wächst als Kind einer Gutsbesitzerfamilie kurz vor dem Ersten Weltkrieg im deutschen Kaiserreich auf. Die Eltern des 7-jährigen Mädchens sind meist schweigsam, während der Alltag der Familie von Religiosität und Aberglauben geprägt ist. Eines Tages entdeckt Alma durch eine Totenfotografie, dass sie nach ihrer verstorbenen Schwester benannt wurde. Aufgrund Almas Ähnlichkeit wird sie von ihren älteren Schwestern geärgert. Fortan glaubt sie, für dasselbe Schicksal bestimmt zu sein, und beschäftigt sich mit der eigenen Sterblichkeit. Sie setzt sich in der gleichen Position in Szene wie die Tote auf der Daguerreotypie. Die gutmütige Hausangestellte Trudi, die wie viele andere Dienstmädchen auch von ihrem Arbeitgeber zwangssterilisiert wurde, ist das Opfer eines Streichs der Kinder. Sie kümmert sich um Almas älteren Bruder Fritz, dem ein Unterschenkel amputiert wurde. Die Familie erweckt den Anschein eines Arbeitsunfalls, um den Sohn nicht in den Krieg gehen lassen zu müssen.
Erika lebt in den 1940er-Jahren im Schatten des Zweiten Weltkriegs auf dem Hof. Sie verliert sich in einer erotischen Neugierde und Faszination für ihren „kriegsversehrten“ Onkel Fritz. Sie fertigt zahllose Zeichnungen von dem Bettlägerigen an und täuscht selbst eine Amputation vor. Auch schleicht sie sich nachts in sein Zimmer, um den zusammenlaufenden Schweiß aus Fritz’ Bauchnabel zu kosten. Als Erikas Vater sie schlägt, da sie zusehends ihre Aufgaben auf dem Hof vernachlässigt, hat sie nur ein kleines, reumütiges Lächeln übrig.
Die lebenshungrige Angelika lebt zur Zeit der DDR in den 1980er-Jahren auf dem Hof und ist gefangen in einer brüchigen Bauernfamilie. Sie ist die Tochter von Irm, der Schwester Erikas. Angelikas erwachende Sexualität erweckt die Aufmerksamkeit ihres Onkels Uwe, der das Mädchen ausbeutet. Auch sein ungeschickter Sohn Rainer, Angelikas Cousin, empfindet etwas für sie. Angelika und er flirten miteinander und küssen sich. Sie balanciert zwischen Todessehnsucht und Lebensgier. Als sie sich der Familie für ein gemeinsames Polaroidfoto anschließt, ähnelt ihr Schicksal dem von Alma.
In der Gegenwart lebt die aus Berlin stammende Nelly mit ihrer Schwester Lenka und ihren Eltern auf dem weitgehend leeren, heruntergekommenen Hof, den diese in Eigenarbeit renovieren möchten. Sie wächst in scheinbarer Geborgenheit auf. Dennoch wird das Mädchen von intensiven Träumen und der unbewussten Last der Vergangenheit heimgesucht. Eines Tages wiederholt sich ein tragisches Ereignis auf dem Hof. Daraufhin geraten die Grenzen zwischen Vergangenheit und Gegenwart ins Wanken. Lenka freundet sich mit einem Mädchen namens Kaya an, dessen Mutter verstorben ist.

## Hintergrund
In die Sonne schauen ist der zweite Spielfilm der für ihren Kurzfilm Die Katze und ihr Spielfilmdebüt Die Tochter preisgekrönten deutschen Filmemacherin Mascha Schilinski. Das Originaldrehbuch verfasste sie gemeinsam mit Louise Peter. Ursprünglich hatten beide an anderen Projekten geschrieben, als sie einen Vierseithof im Dorf Neulingen in Sachsen-Anhalt besuchten, der sie zum Film inspirierte.

„Der erste Impuls war eigentlich der Hof, auf dem wir gedreht haben. Gemeinsam mit [...] Louise Peter saß ich auf diesem Hof, wir haben eigentlich beide jeweils andere Sachen geschrieben. Aber dieser Hof hat geatmet. Wenn wir durch die Räume gegangen sind, haben wir die Jahrhunderte gespürt. Da kam eine ganz alte Kindheitsfrage von mir auf. Ich bin in einer normalen Berliner Altbauwohnung groß geworden, ich habe mich als Kind immer schon gefragt, was in diesen Wänden wohl alles schon passiert ist, wer genau schon mal an dieser Stelle saß, an der ich jetzt sitze. Was für Schicksale hier passiert sind, was die Menschen hier schon alles erlebt und gefühlt haben. Ganz simple Gedanken, die mich auf dem Hof eingeholt haben. Wer saß hier auf der Bank, auf der ich jetzt sitze, was ist hier schon alles passiert, was bleibt davon?“

Die Regisseurin betonte, dass der Film von Anfang an auf formaler Experimentierfreude basierte. Das kreative Team arbeitete bewusst mit Bildkomposition, Montage, Rhythmus und Sound, um ein überzeitliches, assoziatives Erleben zu erzeugen. Der Hof selbst sollte als emotionaler und historischer Resonanzraum dienen – „wir haben die Jahrhunderte gespürt“, so Schilinski.
Die Hauptrollen übernahmen Luise Heyer, Susanne Wuest, Lena Urzendowsky, Claudia Geisler-Bading, Lea Drinda, Hanna Heckt und Laeni Geiseler.

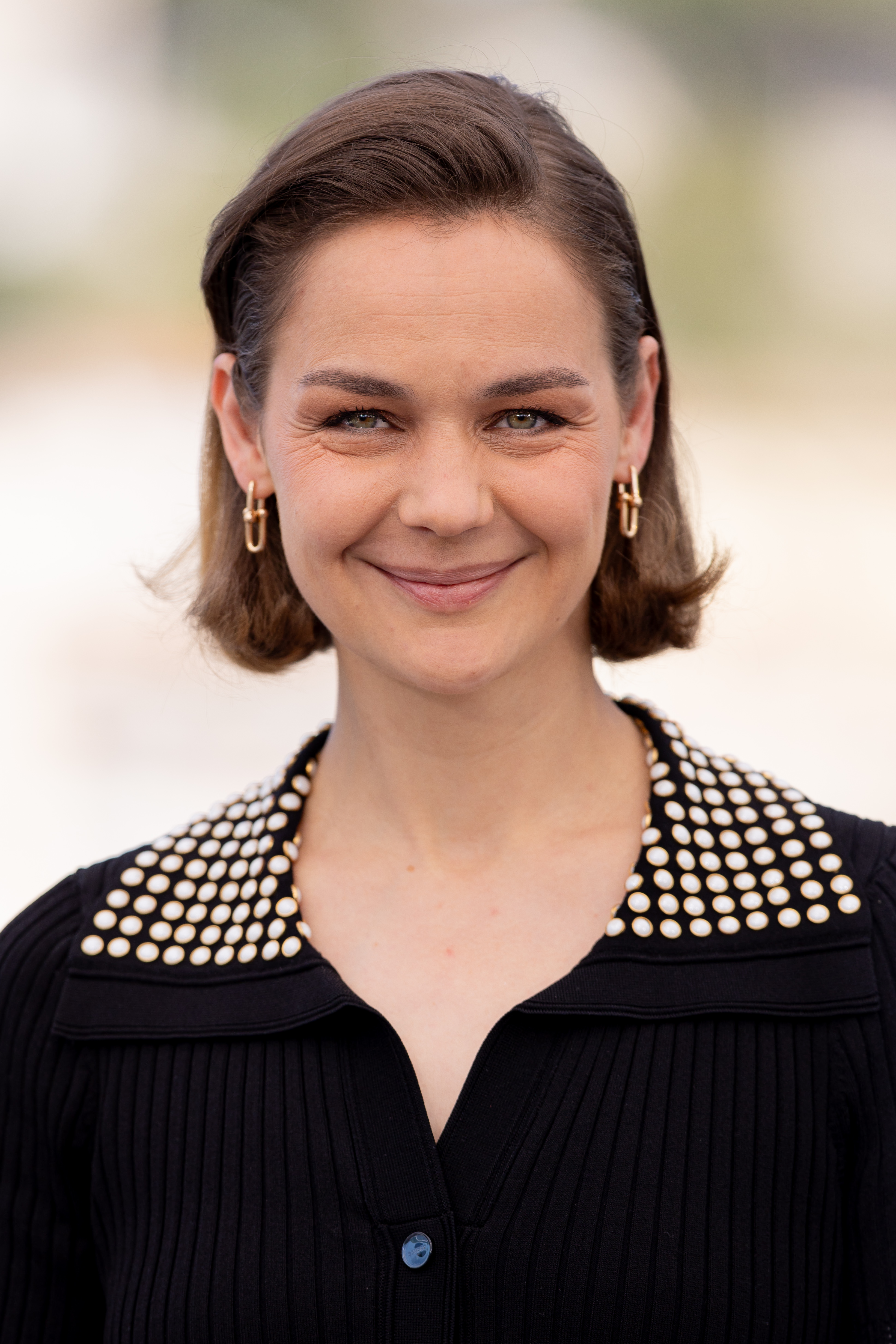
Luise Heyer
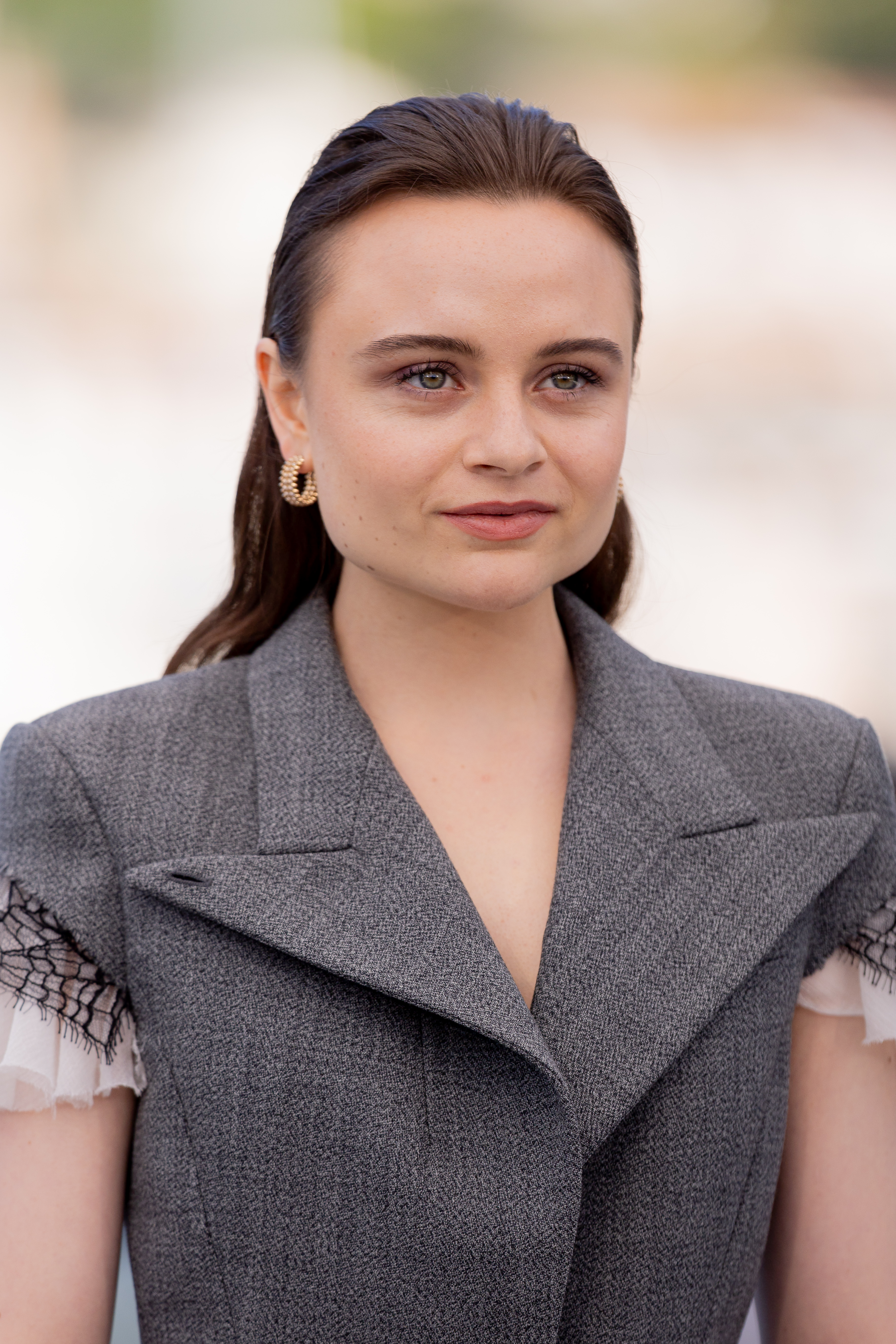
Lena Urzendowsky
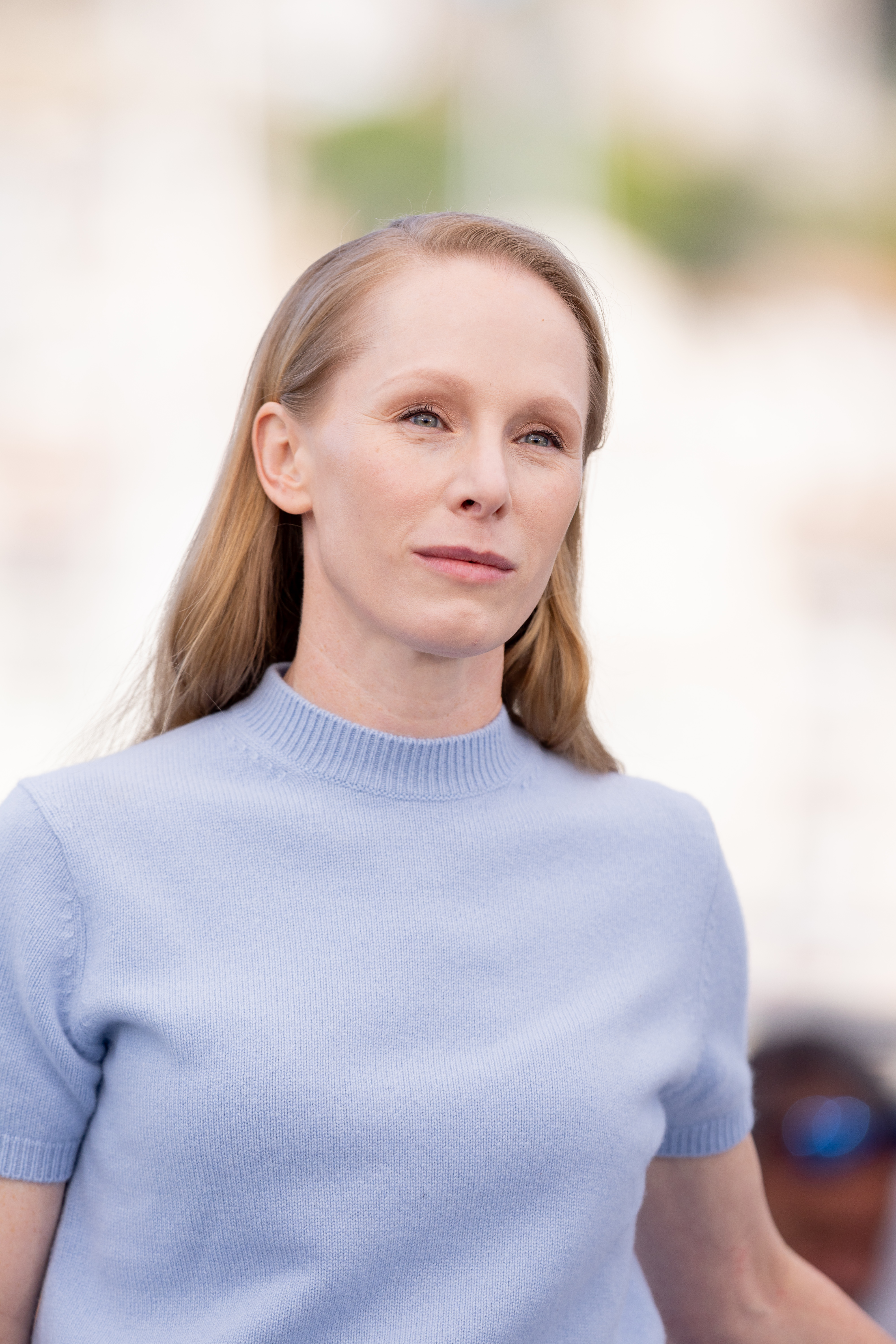
Susanne Wuest

Die Dreharbeiten fanden von Mitte Juli bis Anfang September 2023 in Sachsen-Anhalt statt. Drehorte waren der Vierseitenhof in der Neulinger Dorfstraße 19 als zentrales Motiv sowie Vehlgast. Ohne die Dorfbewohner von Neulingen hätte In die Sonne schauen laut Schilinski nicht fertiggestellt werden können. Diese halfen beim Umräumen der Scheune und beantworteten ihr Fragen zu Pflugmethoden von vor hundert Jahren. Insgesamt waren 34 Drehtage angesetzt. Kameramann war der Schweizer Fabian Gamper, mit dem Schilinski bereits bei ihrem preisgekrönten Kurzfilm Die Katze (2015) und ihrem Spielfilmdebüt Die Tochter (2017) zusammengearbeitet hatte. Er verwendete ein 4:3-Filmformat. Für den Schnitt zeichnete Evelyn Rack verantwortlich. Die Editorin hatte mit dem Projekt am Förderprogramm Berlinale Talents teilgenommen. Verantwortlich für die Tongestaltung ist die Sound Designerin Billie Mind. Die Filmmusik komponierten Michael Fiedler und Eike Hosenfeld. Die Musik des Films ist stark reduziert eingesetzt und konzentriert sich vor allem auf einen zentralen Song: „Stranger“ von Anna von Hausswolff.
In die Sonne schauen ist eine Produktion von Studio Zentral. Als Koproduzent trat das ZDF mit dem Kleinen Fernsehspiel in Erscheinung. Gefördert wurde das Projekt vom BKM (Produktionsförderung: 380.000 Euro), DFFF (254.400 Euro) und der Mitteldeutschen Medienförderung (250.000 Euro).

## Rezeption

### Drehbuchprämierung und Veröffentlichung
Im März 2023 wurde das unverfilmte Drehbuch mit dem renommierten Thomas-Strittmatter-Preis geehrt. Eine mit Julia von Heinz, Jochen Laube und Produzentin Sabine Steyer-Violet besetzte Jury zeichnete das Skript aus über 50 Einreichungen aus, damals noch unter seinem Arbeitstitel The Doctor Says I’ll Be Alright, But I’m Feelin Blue. Laut Jurybegründung handelte es sich um „ein beeindruckendes, vielschichtiges Werk, das lange“ nachhalle. Die vier Zeitebenen des Films würden „kunstvoll ineinander verwoben“, darüber hinaus enthalte das Drehbuch „unglaublich“ einprägsame Bilder, anhand derer „transgenerationale Vererbungen erzählt und ein mentales Sittenbild von vier Generationen gezeichnet“ werde.
In die Sonne schauen (englischsprachiger Titel: Sound of Falling) wurde für das 78. Filmfestival von Cannes im Mai 2025 eingereicht. Daneben wurde der Film auch bei den Festivals von Berlin und Venedig angemeldet. Der Branchendienst Deadline berichtete bereits Mitte Februar 2025, dass Schilinskis Regiearbeit das Auswahlkomitee von Cannes „stark beeindruckt“ hätte. Die deutsche Produktion könnte in den Hauptwettbewerb um die Goldene Palme aufgenommen werden. Tatsächlich gelangte der Film in die wichtigste Sektion des Festivals, wovon Schilinski und ihr Produzententeam im Dezember 2024 erfuhren. Bis zur Veröffentlichung des Programms Mitte April 2025 mussten sie die Information geheim halten und durften sie auch nicht an das Schauspielensemble weitergeben. In die Sonne schauen wurde am 14. Mai 2025 als erster Wettbewerbsbeitrag gezeigt. Zur gleichen Zeit wurde ein erster Trailer veröffentlicht. Der Kinostart in Deutschland ist am 28. August 2025 im Verleih von Neue Visionen.
Der Streamingdienst Mubi sicherte sich nach einem Bieterwettstreit die Veröffentlichungsrechte für unter anderem Nordamerika und das Vereinigte Königreich.

### Form und Stil
Zahlreiche Kritiken betonen, dass In die Sonne schauen bewusst auf eine klassische Handlung verzichtet und sich stattdessen zu einem experimentellen Filmpoem verdichtet: Joachim Kurz (Kino‑Zeit) beschreibt den Film als „ein Monstrum von einem Film, das sich beständig verändert […] eine Grand Tour in die feinsten Verzweigungen der Gefühlswelten dieser vier Frauen“ – formaler Mut und Bildgewalt machten ihn zu einem „Meisterwerk, ein Solitär des Kinos“. Auf der Tonebene wiederum atmet der Film buchstäblich: „Er knistert, brummt und dröhnt und wird so zu einem lebendigen Organismus, zu einer ebenso körperlichen wie sinnlichen Erfahrung, zu Meta-Kino, das weit über die Leinwand hinaus eine ungeheure Wirkung entfaltet.“ Bei Moviebreak heißt es, Schilinski richte „den Blick auf Traumata und dunkle Geheimnisse“ im Zusammenspiel mit „symbolistischen Bildwelten“ – die er durch eine ästhetisch dichte Inszenierung und ellipsenhafte Rahmung aller Generationen eigens schafft. Kinokult betont die driftende, unwirkliche Bildsprache, „in der selbst die ländliche Enge eine eigene Poesie entwickelt und sogar Magie ihren Platz hat“, getragen von einer „unwirklich driftenden Inszenierung“. SPOT media beschreibt ihn als „ein Film, der erlebt, erfahren werden will“, der keine „simple Chronologie“ biete, sondern „ätherisch, elliptisch, verrätselnd und unendlich faszinierend“ wirke – eine „Geistersinfonie“ jenseits herkömmlicher Erzählstrukturen.

### Kritiken
Die Mehrheit der deutschsprachigen und internationalen Kritiker zeigten sich von In die Sonne schauen nach seiner Uraufführung in Cannes beeindruckt. Laut Maria Wiesner (Frankfurter Allgemeine Zeitung) gelinge Mascha Schilinski „ähnlich eindrücklich“ wie zuvor in Die Tochter „die Einfühlung in die heranwachsenden Frauen, die sich gegen bäuerliche Enge, von den Eltern vorgegebene Lebensentwürfe und sexuelle Übergriffe zur Wehr setzen. Der Effekt ist nicht Beklemmung, sondern Befreiung zur Empathie“. Die Regisseurin verzichte „auf klassisches Episodenkino“ und arbeite stattdessen „mit dem Raum“. In die Sonne schauen verwebe die Erzählebenen und springe „immer wieder vor und zurück in der Zeit“. Dabei würden „für sanfte Übergänge“ zumeist symbolische Bilder aus der Natur gefunden, „die das Leben aller vier Mädchen verbinden“. Schilinski dringe so tief in ihre Figuren ein, „dass man manchmal in ihren Träumen“ lande, die sich mit den Erinnerungen anderer Figuren überlappen oder auf zukünftige Geschehnisse von anderen Figuren vorgreifen. Die Kamera bleibe „in der Perspektive der Mädchen“, so Wiesner.
Christoph Petersen vom deutschen Online-Portal Filmstarts vergab 4,5 von 5 möglichen Sternen an In die Sonne schauen. Er sah einen „so grandios wie radikal“ inszenierten „(Geister-)Film, der gleichermaßen“ verstöre wie fasziniere, berühre wie niederschmettere. Dennoch überrasche das Werk zuweilen „immer wieder mit makabrem Humor“. Petersen fühlte sich an A Ghost Story (2017) und Der Spatz im Kamin (2024) erinnert. Zwar müsse man sich anfänglich „an die ganz eigene Filmsprache“ der Regisseurin gewöhnen, doch sei das Werk „vielleicht sogar gerade dann am spannendsten […], wenn man als Zuschauender selbst noch auf wackligen Beinen“ stehe. Petersen prognostizierte, dass Schilinski „tatsächlich der Sprung vom roten Teppich in Cannes zu einem bleibenden Platz in der Filmgeschichte gelingen könnte“.
Ähnliches bemerkte Peter Bradshaw vom britischen The Guardian, der dem Film 4 von 5 Sternen gab und sich an Michael Hanekes Das weiße Band – Eine deutsche Kindergeschichte (2009) erinnert fühlte. Auch er sah „eine Geistergeschichte oder sogar einen Folk-Horror“. Bei jeder Einstellung würde „ein klammes Unbehagen“ aufscheinen, „während die Kamera wie ein Geist von Szene zu Szene drifte“. Der Soundtrack des Films poche und stöhne „mit Ambient-Unruhe“ und sei „von Angst und Traurigkeit“ durchtränkt. Bei In die Sonne schauen handle es sich um ein „geheimnisvolles und unheimliches Prosa-Poem von Schuld, Scham und Sehnsucht im 20. und 21. Jahrhundert in Deutschland“.
Valerie Dirk vom österreichischen Standard befand, dass „die experimentelle, formal-ästhetische Kraft“ den Film trage. Das Thema Körpertrauma sei „auf facettenreiche Art aufgefaltet“. Wenn sich die „ästhetische Kraft“ des Films verflüchtige, bleibe „das Interesse an den grandios aufspielenden Figuren“. Als „besonders grausam“ blieb Dirk die Rolle der österreichischen Schauspielerin Susanne Wuest in Erinnerung, die die Mutter von Alma spielt. Die erste Zeitebene des Films erinnerte sie ebenfalls „thematisch und atmosphärisch stark an“ Das weiße Band.
David Ehrlich vom Online-Portal IndieWire vergab an den „reichen und hypnotischen“ Film die Schulnote „A−“ (deutsches Schulsystem: 1−) und fühlte sich an „100-jähriges Heimvideo-Material“ erinnert, das von „Familiengeistern“ aufgenommen sei. Er zog Vergleiche zu Edward Yangs Yi Yi – A One and a Two (2000), sah aber auch Anklänge an The Hours – Von Ewigkeit zu Ewigkeit (2002), The Virgin Suicides (1999), Robert Zemeckis’ Home (2024) [sic] und das Lied Girl, so confusing von Charli xcx. Schilinskis „fesselnd prismatischer Film“ verfüge über eine so große Detaildichte, „dass es sich fast unmöglich“ anfühle, „das erste Mal alles vollständig aufzunehmen“.
Nach Wendy Ide vom Online-Portal Screendaily kündige der Film Regisseurin „Schilinski als beachtliches Talent an“. In die Sonne schauen sei „ein Werk von beeindruckender Schönheit“ und „aufregendem Ehrgeiz“. „Das gedämpfte samtige Licht des Bauernhaus-Interieurs“ sei „eine Kulisse, vor der die Kinder wie Perlen leuchten“ würden. Dagegen lasse „das gesunde Gold und das saftige Grün der Ackerflächen […] ein Land vermuten, das vor Leben“ strotze „und vom Tod überschattet“ werde. Auch merkte Ide an, dass das Wasser eine prominente Rolle in der Klanglandschaft des Films spiele und sich „zu einem tosenden Crescendo“ aufbaue, das „wie eine Welle der Angst durch das Bild“ breche.
Katja Nicodemus (Die Zeit) pries sowohl die Aufnahme von In die Sonne schauen in den Hauptwettbewerb von Cannes als auch den Film selbst als „Sensation“ an. Auch bemerkte sie den lang anhaltenden Applaus des Premierenpublikums nach Ende der Vorstellung. Die Kritikerin hatte in manchen Momenten den Eindruck, dass Schilinski „mit ihrer assoziativen Montage nicht nur von einem Ort, sondern von einer einzigen, aus mehreren Frauen, Mädchen und Erinnerungen bestehenden Person, von einer einzigen aus mehreren Zeitlichkeiten zusammenfließenden Gegenwart“ erzähle. „Dieses überzeitliche Mädchenwesen“ bestehe „aus kindlichen und pubertierenden Körpern, es“ erlebe „die Neugierde auf die Körper der anderen, aber auch Härte, Gewalt, die Traumata der verletzten, missbrauchten Körper“, so Nicodemus. Allgegenwärtig in dem Film sei die Natur, während die weiblichen Figuren „eine Last“ teilen würden. In die Sonne schauen führe „sie und ihre Erinnerungen zusammen“, gebe „ihnen Trost“ und fange sie auf.
Tim Caspar Boehme (die tageszeitung) merkte dem Film „eine eigene, recht anspruchsvolle Handschrift“ an und befand, dass In die Sonne schauen „ein wunderbarer Auftakt“ für den Wettbewerb von Cannes sei. Dieser Handschrift des Films ginge es mehr darum, „einen konzentrierten Dialog mit dem Publikum“ zu führen, als „um Unterhaltung“. „Eine entscheidende Ebene“ für die Geschichte sei „stets […] der Ton“, der oft aus „dräuenden Brumm-, Knack- oder“ Säuselgeräuschen bestehe und „Verbindungen zwischen den Generationen“ schlage, die „fast übergangslos hin- und“ herwechselten. „Einzelne Erfahrungen“ würden „vererbt“ und „wie in einem Traum als Motiv zu einem späteren Zeitpunkt in einem anderen Zusammenhang“ wiederauftauchen. Zwar verlange die Regisseurin ihrem Publikum „einiges ab“, belohne „dessen Bereitschaft aber mit einer unwirklich driftenden Inszenierung, in der selbst die ländliche Enge eine eigene Poesie entwickelt und sogar Magie ihren Platz“ hätte.
Zu den wenigen kritischen Stimmen zählte Daniel Kothenschulte (Frankfurter Rundschau), der das Werk nicht als den ganz großen Wurf einschätzte. Der Film verfüge durch seine „sinnliche Beobachtungen“ über eine „betörende Eigenheit“. Kothenschulte imponierte „die Konsequenz, in der Schilinski dem Nachhall von zufällig anekdotischen Erinnerungen auf spätere Generationen“ nachspüre. Doch die Bilder von In die Sonne schauen blieben ihm oft zu literarisch „gesetzt und inszeniert“. Den Kritiker überkam das Gefühl, dass sich Schilinski oftmals erfolglos „an Andrea Arnolds assoziativem Filmstil“ zu orientieren versuche und vermisste etwas „Verspieltes“. Der Film wirke „tragischerweise […] über die Uferlosigkeit von Erinnerung zusehends geschlossen“. Als Drehbuch würde In die Sonne schauen überzeugen und könnte als Aspirant auf den Spezialpreis der Jury gelten.
Im zum Festival von Cannes herausgegebenen Kritikenspiegel des Branchenmagazins Screen International erhielt Schilinskis Regiearbeit 2,8 von 4 möglichen Sternen. Höchstnoten erhielt der Film unter anderem von Katja Nicodemus, Justin Chang (The New Yorker) und der Screen-International-Redaktion selbst. In einem rein französischsprachigen Kritikenspiegel der Website Le film français sah mit Thierry Chèze (Premiere) nur einer der 15 Kritiker den Film als Palmen-Favoriten an. Neun Teilnehmende vergaben die schlechteste oder zweitschlechteste Wertung an In die Sonne schauen, darunter die Rezensenten von Le Figaro, L’Humanité, Libération, Le Monde und Positif. Dagegen zählte der amerikanische Branchendienst IndieWire den Film zum Mitfavoriten auf den Hauptpreis von Cannes und wies ihn nach 16 gezeigten Wettbewerbsbeiträgen auf einem zweiten Platz aus, hinter Jafar Panahis It Was Just an Accident.
Auf der Website Metacritic erhielt In die Sonne schauen eine Bewertung von 91 von 100 möglichen Punkten, basierend auf einem Dutzend ausgewerteten englischsprachigen Kritiken und versah den Film mit „einhelligem Beifall“ („universal acclaim“). Von den auf der Website Rotten Tomatoes nach der Premiere aufgeführten zwei Dutzend Kritiken wurden über 90 Prozent als positiv („fresh“) bewertet.

### Auszeichnungen

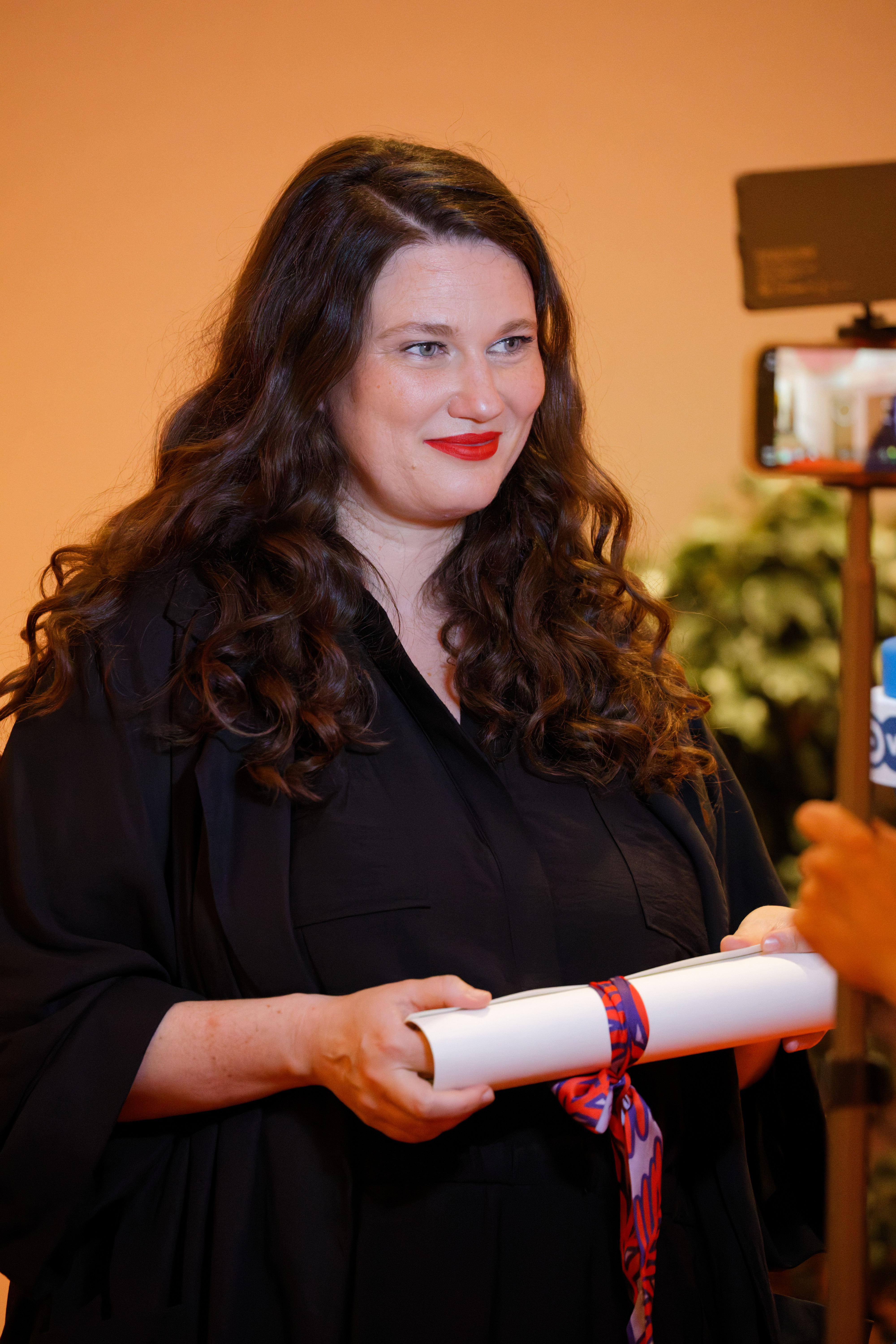
Schilinski mit ihrer erhaltenen Urkunde (Preis der Jury) beim Filmfestival von Cannes (2025)

Im Jahr 2023 erhielten Mascha Schilinski und Louise Peter für ihr unverfilmtes Drehbuch den Thomas Strittmatter Drehbuchpreis.
Zwei Jahre später wurde In die Sonne schauen in den Wettbewerb um die Goldene Palme des Filmfestivals von Cannes aufgenommen. Schilinski trat damit in die Fußstapfen von Wim Wenders (2023) und Maren Ade (2016), die als letzte deutsche Filmemacher um den Hauptpreis konkurriert hatten. Dem Film wurde gemeinsam mit dem spanisch-französischen Beitrag Sirāt der Preis der Jury zuerkannt. Der Film ist beim Filmfest München in der Reihe CineMasters nominiert.
| Festival       | Kategorie                                       | Resultat  | Preisträger       |
| -------------- | ----------------------------------------------- | --------- | ----------------- |
| Cannes (2025)  | Goldene Palme – Bester Film                     | Nominiert | Mascha Schilinski |
| Cannes (2025)  | Preis der Jury                                  | Gewonnen  | Mascha Schilinski |
| München (2025) | CineMasters Award – Bester internationaler Film | Nominiert | Mascha Schilinski |